# Oude Lutherse Kerk

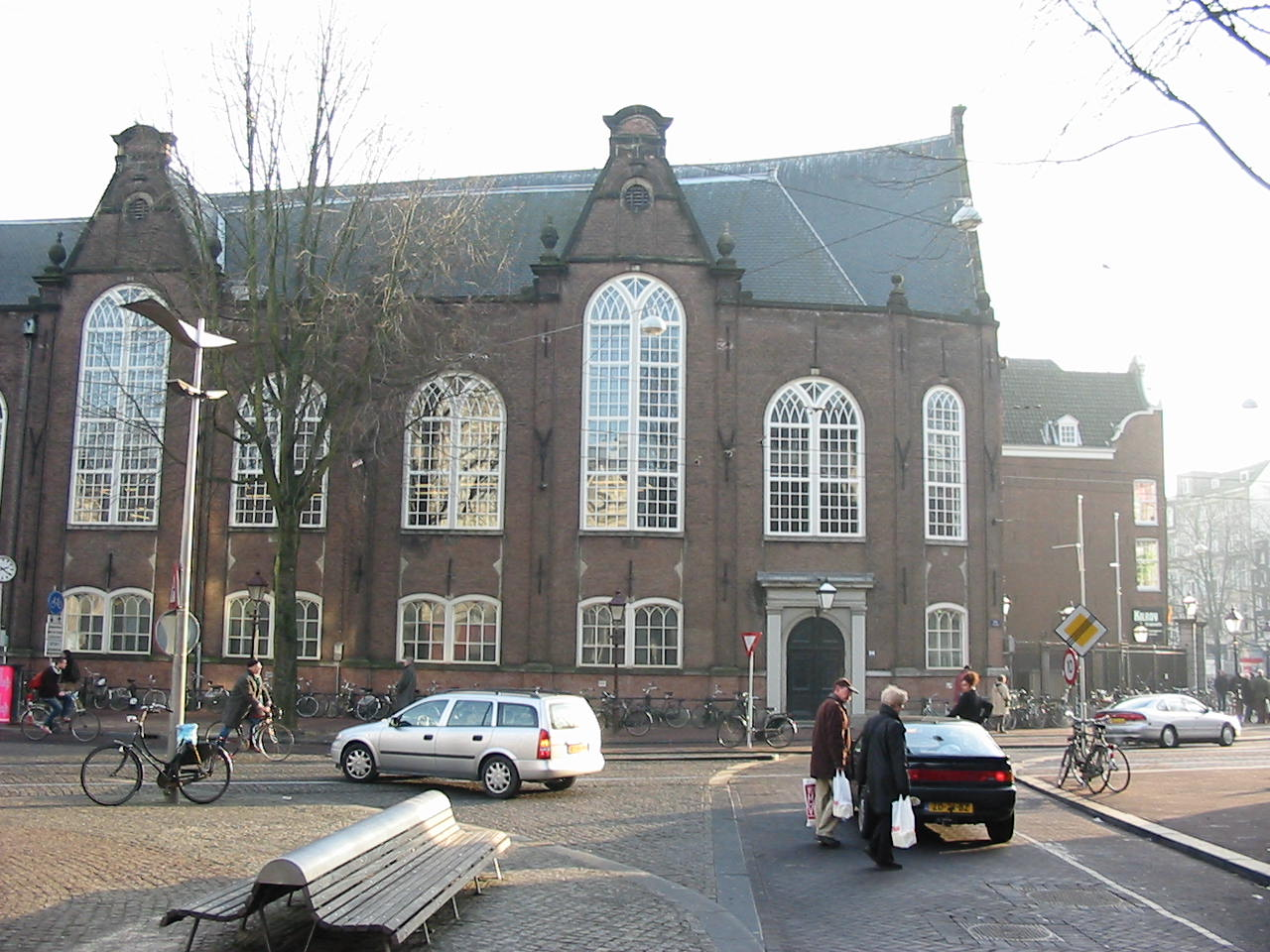
Die Oude Lutherse Kerk heute

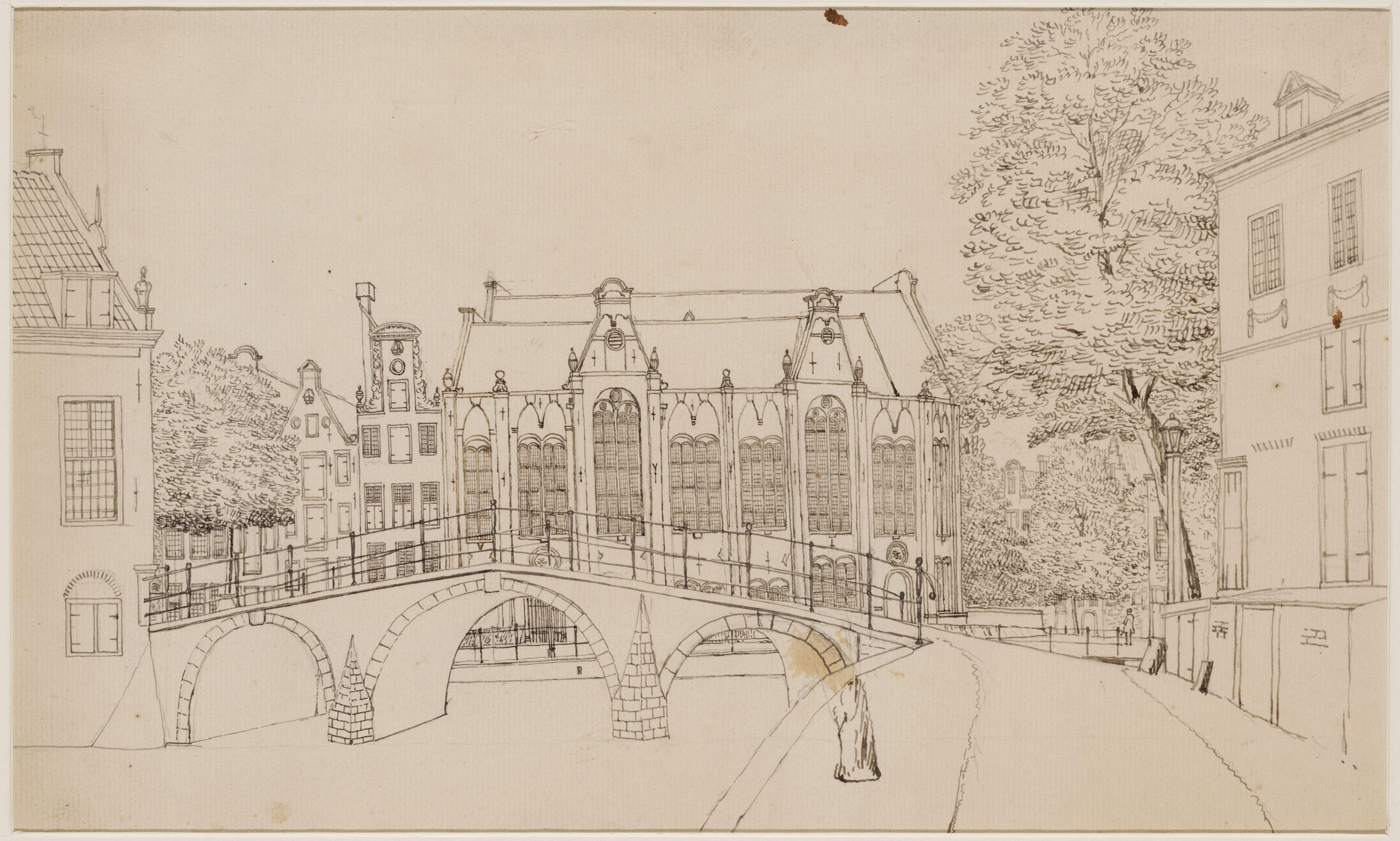
Historischer Stich

Die Oude Lutherse Kerk (deutsch Alte Lutherische Kirche) ist eine lutherische Kirche am Singel, Ecke Spui, in Amsterdam. Sie steht auf dem Platz, an dem früher die Schuilkerk der Lutheraner stand. Die Kirche wurde 1632/33 unter der Leitung  Wessel Beckers und Willem van Daelens gebaut.

## Geschichte
Bereits ab 1600 fanden an dieser Stelle in einem Warenlager, dem De Vergulden Pot, gottesdienstliche Versammlungen statt. Durch den Ankauf benachbarter Gebäude wurde die Fläche der Kirche immer weiter vergrößert. Im Jahre 1631 stimmte die Stadt Amsterdam dem Plan zu, an Stelle von nunmehr sieben Gebäuden eine neue Kirche zu errichten. Im Jahre 1633 wurde die Kirche in Gebrauch genommen. Die Kirche hat einen unregelmäßigen Grundriss. Der Innenraum ist rechteckig, umgeben von Galerien, die auf ionischen und toskanischen Säulen ruhen. Dorische Säulen tragen die Dachkonstruktion. Die Kanzel stammt aus dem Jahre 1640.
Alte lutherische Kirche heißt die Kirche seit dem Bau der Neuen lutherischen Kirche 1671.

## Gebrauch
Die Kirche diente neben den gottesdienstlichen auch gesellschaftlichen Zwecken. Im Jahre 1790 hielt die Maatschappij tot Nut van 't Algemeen (deutsch: Gesellschaft zum Nutzen der Allgemeinheit) hier ihre erste öffentliche Versammlung ab. Durch den Rückgang des Kirchenbesuchs hat die Gemeindeleitung die Kirche und ihre Nebengebäude an die Universiteit van Amsterdam vermietet. Die Universität hat an Werktagen die Verfügungsgewalt über verschiedene Räume und benutzt die Kirche unter anderem als Aula.
In der Kirche befindet sich eine Orgel, die von Johan Frederik Witte aus der Firma Bätz & Co. im Jahre 1886 gebaut wurde.

## Restaurierung
Wegen des Absackens des Fundaments wurde im Jahre 1925 eine gründliche Restaurierung durchgeführt. Der Architekt Abel Antoon Kok ließ die Grabsteine entfernen und die Gräber räumen. Die ursprünglich bleiverglasten Fenster waren bereits 1774 ausgetauscht worden. Bei der letzten Restaurierung in den Jahren 1984 bis 1986 wurde die Inneneinrichtung zum größten Teil in alter Weise wiederhergestellt. In einem Anbau befindet sich nunmehr die Tetterode-Bibliothek, eine Gründung des Architekten Karel P. C. de Bazel.